# Théophile et Philibert
Théophile et Philibert est une série de bande dessinée franco-belge, créée en 1960 dans le no 1172 du journal Spirou par Paul Deliège, qui raconte les aventures de Théophile et Philibert qui mènent l'enquête et affrontent des savants.

## Épisodes
| No | Titre                                      | Nombre de pages | Scénario                        | Dessin       | Périodiques de prépublication | De                          | À                          | Résumé |
| -- | ------------------------------------------ | --------------- | ------------------------------- | ------------ | ----------------------------- | --------------------------- | -------------------------- | --- |
| 1  | Théophile et le Phosphopoil                | 44              | Paul Deliège                    | Paul Deliège | Journal de Spirou             | 29 septembre 1960 (no 1172) | 23 février 1961 (no 1193)  | Théophile et Philibert tentent de découvrir l'identité d'un voleur invisible. Comme on l'apprend plus tard, il s'agit en fait d'Erostrate Tetanos rendu invisible par le Phosphopoil conçu pour rendre les cheveux par Balthazar Phosphate. |
| 2  | L'Étrange passe temps de Boleslas Kromitch | 44              | Vicq (auteur) (Antoine Raymond) | Paul Deliège | Journal de Spirou             | 27 juillet 1961 (no 1215)   | 21 décembre 1961 (no 1236) | Théophile et Philibert, avec un coup de main du père Bacchus, sabotent le marché que Boleslas Kromitch a conclu avec Quintus Aurélius Humérus, un notable romain de l'an 12 avant Jésus-Christ : lui vendre des armes du XXe siècle en échange d'une fortune en or, l'échange se faisant grâce au Passe-temps, une machine à traverser le temps conçue par Kromitch. Pour éloigner les curieux de sa propriété, Boleslas Kromitch a ramené de la préhistoire un homme préhistorique nommé Bojojo. |
| 3  | L'Homme aux mains d'or                     | 44              | Vicq (auteur) (Antoine Raymond) | Paul Deliège | Journal de Spirou             | 26 juillet 1962 (no 1267)   | 20 décembre 1962 (no 1288) | Théophile et Philibert, aidés de Bojojo, se portent au secours du professeur Jason Laborbouze qui a fabriqué une liqueur philosophale qui transforme le métal en or et que deux bandits, Bugssy et Floyd, veulent lui voler. Après avoir malencontreusement bu cette liqueur, Bojojo transforme les métaux qu'il touche en or, ce qui sème le désordre dans la ville de Venise. |